# Le Mesnil-sur-Bulles
Le Mesnil-sur-Bulles est une commune française située dans le département de l'Oise, en région Hauts-de-France.

## Géographie

### Localisation

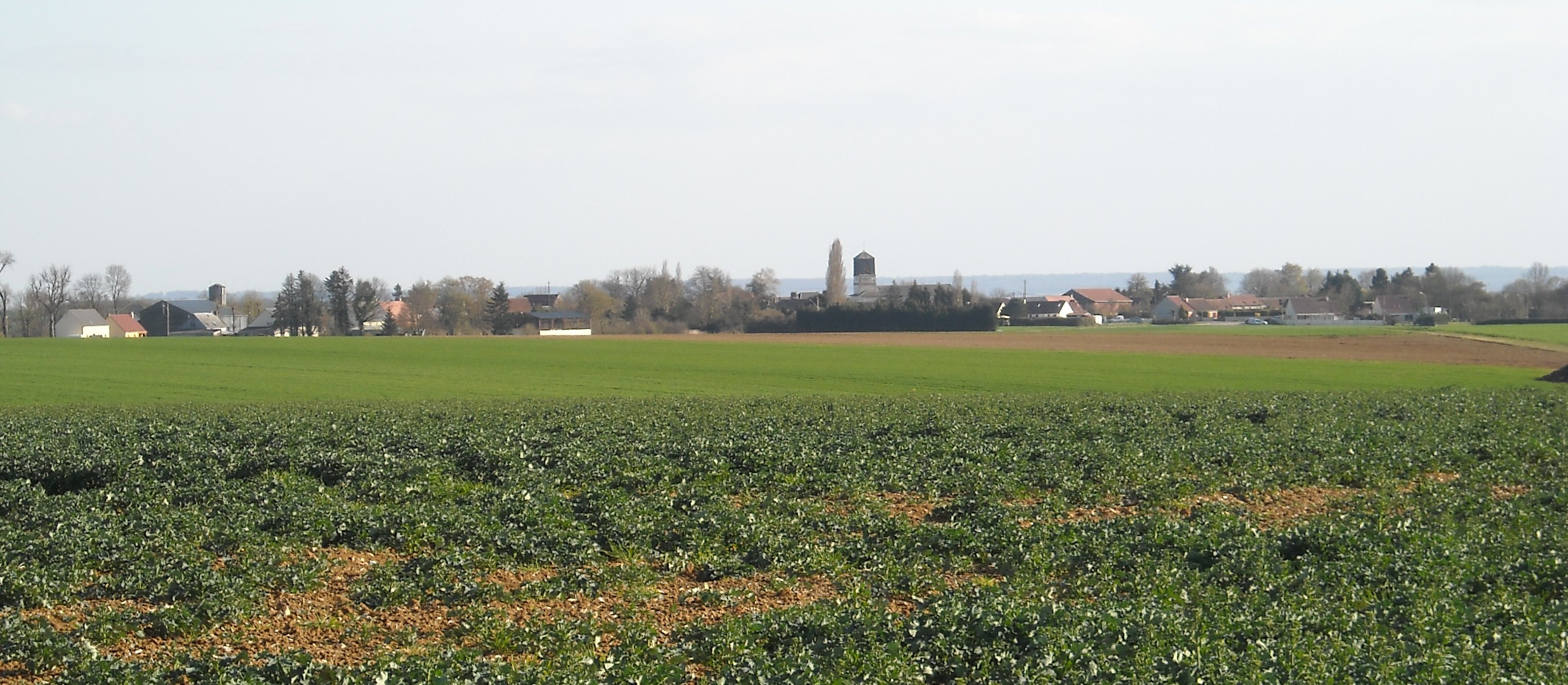
Le village depuis le GR 124.

Le Mesnil-sur-Bulles est une commune située à 69 km au nord de Paris, 20 km à l'est de Beauvais, 36 km à l'ouest de Compiègne et à 47 km au sud d'Amiens.
Elle est traversée par le méridien de Paris, communément appelé méridienne verte.
La commune se trouve dans l'aire d'attraction de Paris, dans la zone d'emploi de Creil et dans le bassin de vie de Saint-Just-en-Chaussée.

### Communes limitrophes
Les communes limitrophes sont  Bulles, Fournival, Le Plessier-sur-Bulles, Nourard-le-Franc, Saint-Remy-en-l'Eau et Valescourt.
| Le Plessier-sur-Bulles |                   | Nourard-le-Franc |
|                        | Mesnil-sur-Bulles | Valescourt       |
|                        | Bulles            | Fournival        |

### Topographie et géologie
La superficie de la commune est de 6,26 km2 ; son altitude varie de 97  à   163 mètres.
La commune du Mesnil-sur-Bulles est située sur le plateau picard. Il est entaillé de quelques vallées sèches tel la vallée de Bulles au sud-est où se trouve le point le plus bas à 97 mètres d'altitude et ainsi que par la vallée du Plessier au nord-ouest. Elles convergeant au sud vers la vallée de la Brêche sur la commune voisine de Bulles. Le point culminant du territoire se situe dans le bois de Mont à 163 mètres au-dessus du niveau de la mer.

### Hydrographie

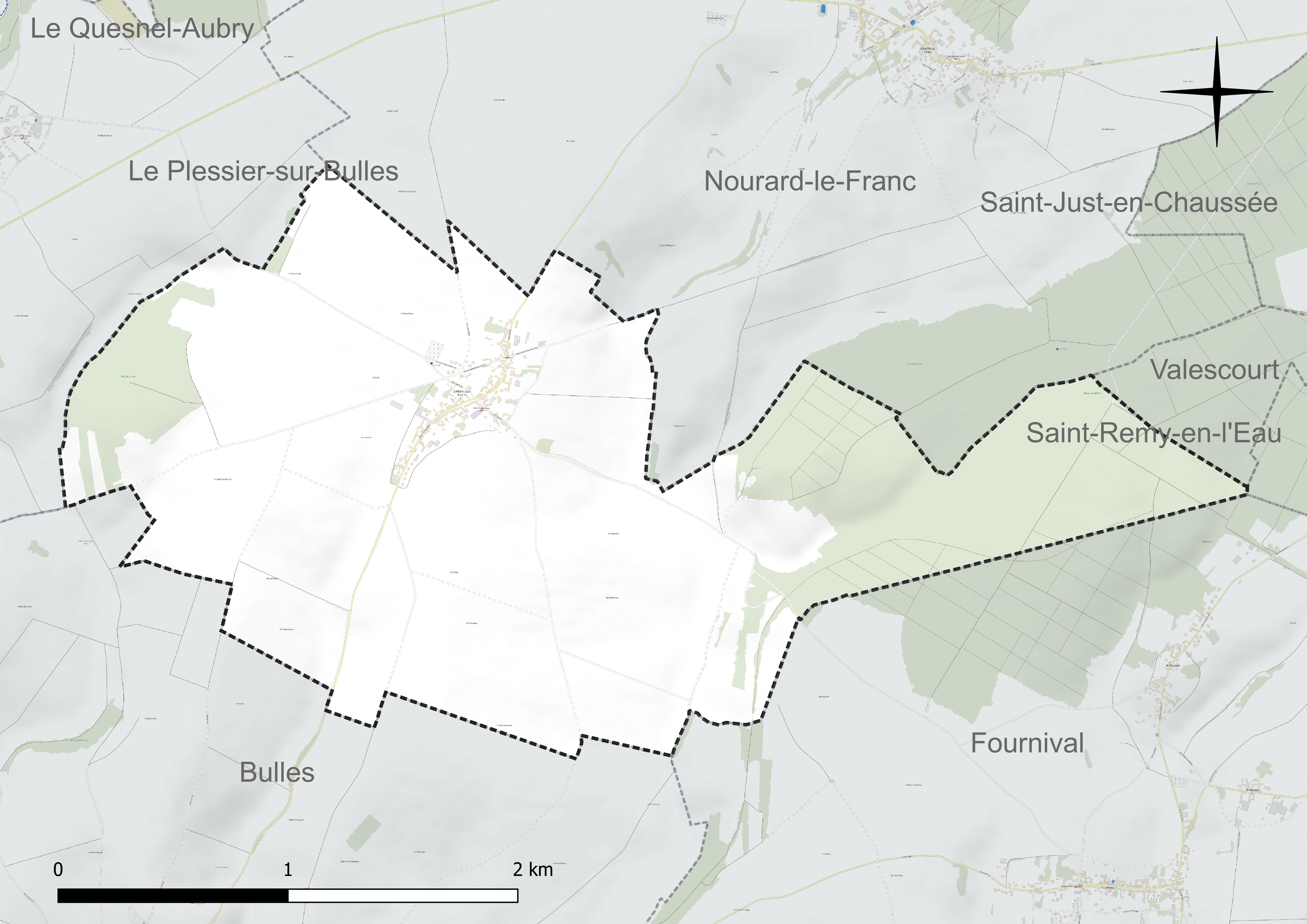
Réseau hydrographique du Mesnil-sur-Bulles.

La commune est située dans le bassin Seine-Normandie.
Elle n'est drainée par aucun cours d'eau,.
De petits ruisseaux peuvent se former dans le fond des vallons après de fortes pluies. Ses eaux convergent par la Brêche puis l'Oise au bassin versant de la Seine.
Les zones les plus basses du territoire au sud sont situées au-dessus de nappes phréatiques sous-affleurantes.

### Climat
Pour des articles plus généraux, voir Climat des Hauts-de-France et Climat de l'Oise.
En 2010, le climat de la commune est de type climat océanique dégradé des plaines du Centre et du Nord, selon une étude du CNRS s'appuyant sur une série de données couvrant la période 1971-2000. En 2020, Météo-France publie une typologie des climats de la France métropolitaine dans laquelle la commune est exposée à un climat océanique et est dans la région climatique Nord-est du bassin Parisien, caractérisée par un ensoleillement médiocre, une pluviométrie moyenne régulièrement répartie au cours de l'année et un hiver froid (3 °C).
Pour la période 1971-2000, la température annuelle moyenne est de 10,3 °C, avec une amplitude thermique annuelle de 14,4 °C. Le cumul annuel moyen de précipitations est de 695 mm, avec 11,2 jours de précipitations en janvier et 8 jours en juillet. Pour la période 1991-2020, la température moyenne annuelle observée sur la station météorologique la plus proche, située sur la commune de Tillé à 17 km à vol d'oiseau, est de 11,0 °C et le cumul annuel moyen de précipitations est de 655,5 mm,. Pour l'avenir, les paramètres climatiques de la commune estimés pour 2050 selon différents scénarios d'émission de gaz à effet de serre sont consultables sur un site dédié publié par Météo-France en novembre 2022.

### Milieux naturels

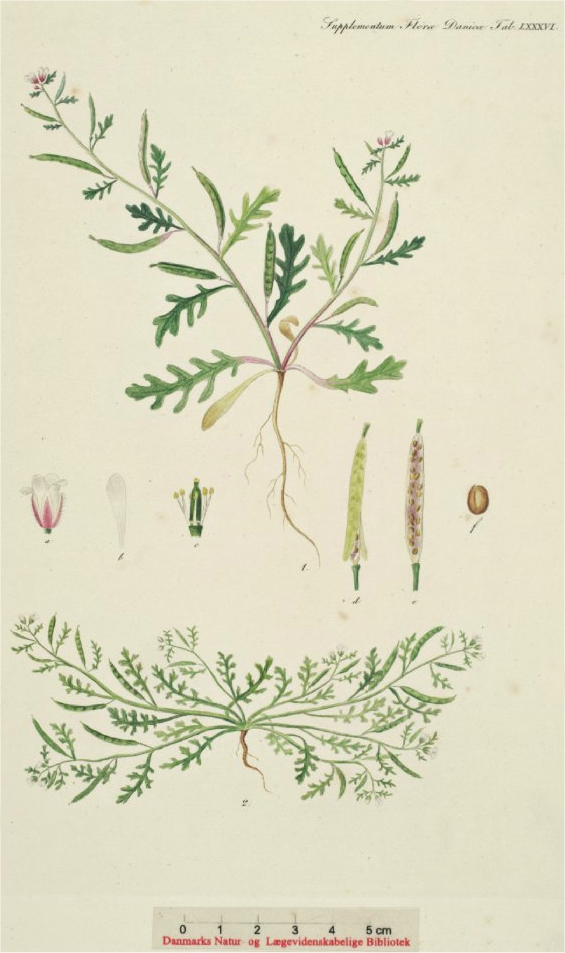
Le sisymbre couché.

Hormis les espaces bâtis couvrant 16 hectares pour 3 % de la surface communale, le territoire près de 70 % d'espaces cultivés sur 436 hectares ainsi que 16 hectares de vergers et de prairies.
Le bois de Mont, à la lisière orientale de la commune est le principal espace boisé, auquel on peut ajouter le bois de la Truie et quelques bosquets dans les vallées sèches à l'ouest. Cet écosystème couvre près de 25 % de la surface sur 156 hectares,.
Une partie des pentes du bois de Mont a été intégrée au « Réseau de coteaux crayeux du bassin de l'Oise aval du Beauvaisis » classé en zone Natura 2000.
Cet espace boisé contigu à la vallée de Bulles constitue également une zone naturelle d'intérêt écologique, faunistique et floristique de type 1, ainsi qu'un corridor écologique potentiel.
Une plante protégée et menacée d'extinction, le sisymbre couché, se plait dans la commune, qui est la seule de l'Oise à l'accueillir.

## Urbanisme

### Typologie
Au 1er janvier 2024, Le Mesnil-sur-Bulles est catégorisée commune rurale à habitat dispersé, selon la nouvelle grille communale de densité à sept niveaux définie par l'Insee en 2022.
Elle est située hors unité urbaine. Par ailleurs la commune fait partie de l'aire d'attraction de Paris, dont elle est une commune de la couronne,.

### Occupation des sols

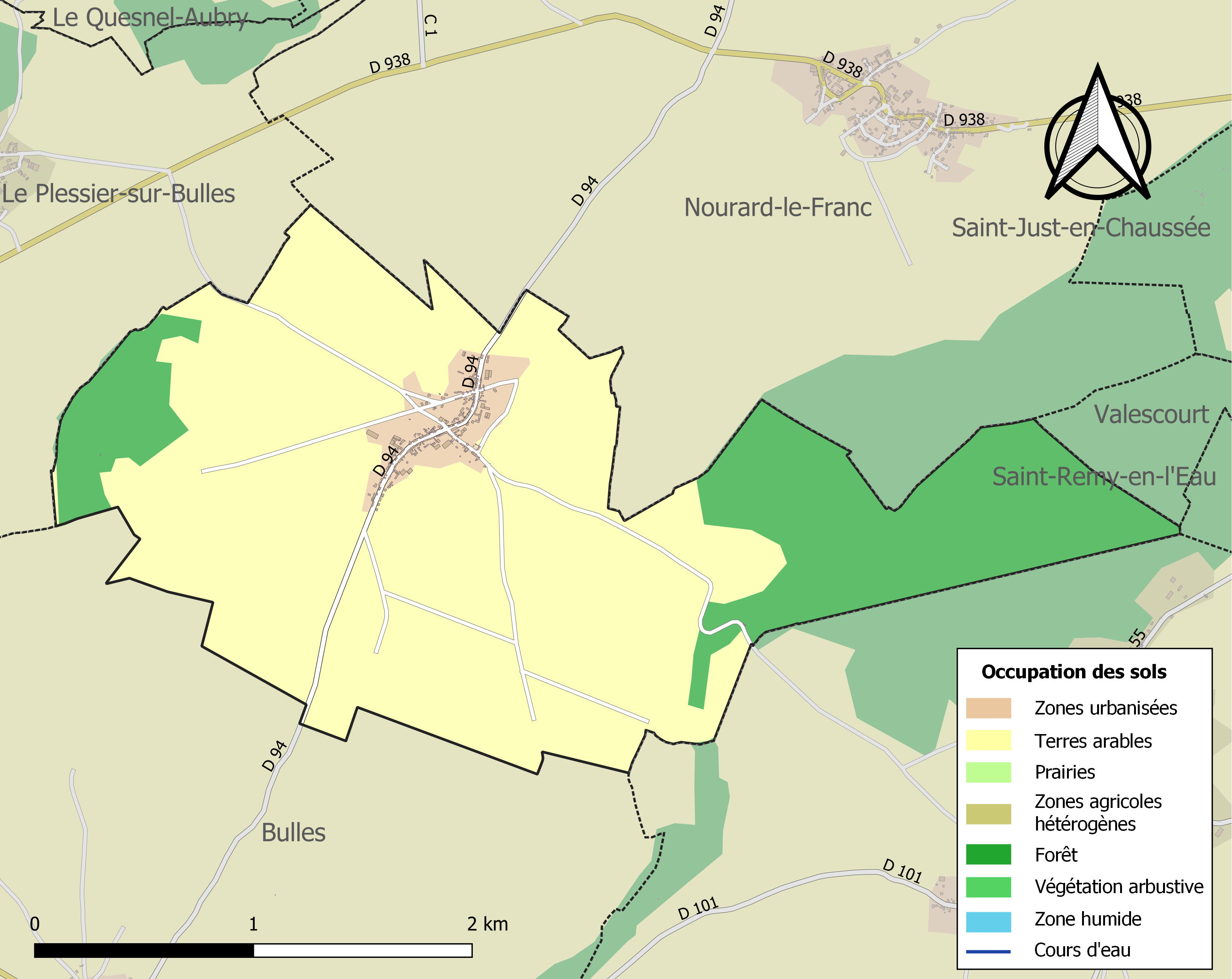
Carte des infrastructures et de l'occupation des sols de la commune en 2018 (CLC).

L'occupation des sols de la commune, telle qu'elle ressort de la base de données européenne d'occupation biophysique des sols Corine Land Cover (CLC), est marquée par l'importance des territoires agricoles (71,4 % en 2018), une proportion identique à celle de 1990 (71,4 %).
La répartition détaillée en 2018 est la suivante :  terres arables (71,4 %), forêts (24,4 %), zones urbanisées (4,1 %).
L'évolution de l'occupation des sols de la commune et de ses infrastructures peut être observée sur les différentes représentations cartographiques du territoire : la carte de Cassini (XVIIIe siècle), la carte d'état-major (1820-1866) et les cartes ou photos aériennes de l'IGN pour la période actuelle (1950 à aujourd'hui).

### Hameaux et lieux-dits
L'habitat est essentiellement concentré au chef-lieu. Deux constructions subsistent toutefois dans le bois de Mont, la cabane Plessier et la cabane Noire.

### Morphologie urbaine
Le village du Mesnil-sur-Bulles, situé au centre du territoire communal, a été bâti selon le modèle de village-rue, fréquent en Picardie, au sommet d'un coteau, dominant la commune.

### Habitat et logement
En 2021, le nombre total de logements dans la commune était de 112, alors qu'il était de 105 en 2016 et de 100 en 2011.
Parmi ces logements, 89,3 % étaient des résidences principales, 4,5 % des résidences secondaires et 6,3 % des logements vacants. Ces logements étaient pour 93,7 % d'entre eux des maisons individuelles et pour 5,4 % des appartements.
Le tableau ci-dessous présente la typologie des logements au Le Mesnil-sur-Bulles en 2021 en comparaison avec celle de l'Oise et de la France entière. Une caractéristique marquante du parc de logements est ainsi une proportion de résidences secondaires et logements occasionnels (4,5 %) supérieure à celle du département (2,4 %) mais inférieure à celle de la France entière (9,7 %).
| Typologie                                               | Le Mesnil-sur-Bulles | Oise | France entière |
| ------------------------------------------------------- | -------------------- | ---- | -------------- |
| Résidences principales (en %)                           | 89,3                 | 90,5 | 82,2           |
| Résidences secondaires et logements occasionnels (en %) | 4,5                  | 2,4  | 9,7            |
| Logements vacants (en %)                                | 6,3                  | 7    | 8,1            |

### Voies de communications et transports
La commune est desservie par une unique route départementale, la RD 94 reliant Bresles à Mory-Montcrux. Elle constitue l'axe principal du village depuis Bulles au sud vers Nourard-le-Franc au nord, constitué par les rues d'Île-de-France et de Picardie. Plusieurs voies communales relient le chef-lieu aux communes avoisinantes : la rue du Cimetière rejoint Le Plessier-sur-Bulles tandis que la rue de la Gare se dirige vers Fournival. Plusieurs chemins goudronnés rayonnent autour du village vers les limites communales
La gare SNCF la plus proche est située à Saint-Remy-en-l'Eau à 6 km à l'est, sur la ligne de Paris-Nord à Lille. Peu desservie, les usagers se dirigent souvent vers la gare de Saint-Just-en-Chaussée, à 7 km à l'est.
La commune est desservie, en 2023, par les lignes 613, 6304 et 6347 du réseau interurbain de l'Oise. L'abri de bus est celui de l'ancienne halte ferroviaire
La commune fait partie du réseau TADAM, service de transport collectif à la demande, mis en place à titre expérimental par la communauté de communes du Plateau Picard. Elle est reliée à l'un des huit points de destination situés à Saint-Just-en-Chaussée, Maignelay-Montigny, La Neuville-Roy et Tricot au départ des 98 points d'origine du territoire. Une navette de regroupement pédagogique intercommunal (ligne 6823) mise en place avec les écoles de Catillon-Fumechon, Nourard-le-Franc et Le Plessier-sur-Bulles s'arrête dans le village.
Le Mesnil-sur-Bulles est traversée par le sentier de grande randonnée 124 (GR 124) par le chemin de la Haute-Borne, la rue de la Chaussée Brunehaut et par la rue de la Vallée-Saint-Just.

### Risques naturels et technologiques
Le Mesnil-sur-Bulles se trouve en zone de sismicité 1, c'est-à-dire très faiblement exposée aux risques de tremblement de terre.

## Toponymie
Le nom de la localité est attesté sous les formes le Meisnil (1204) ; Mesnil juxta Valescourt (1250) ; le Mesnil sur Bulles (vers 1270) ; Mesnillio S. Marie (vers 1320) ; Maisnilium (vers 1340) ; Mesnilium sanctae Mariae (vers 1340) ; le mesnilg sur bulles (1373) ; Menil sur Bulles (1450) ; eccl. Menolio B. Maria (XVe) ; le Mesnil Sainte Marie (1580) ; eccl. de Mesnilio B. Mariœ (XVIe).
Le mot Mesnil désignait jusqu'à l'Ancien Régime un domaine rural. À partir du gallo-roman MASIONILE, forme altérée du bas latin mansionile (diminutif du latin mansio « gîte-relais situé le long d'une voie romaine »), la langue d'oïl a produit maisnil.
Le Mesnil-sur-Bulles est au nord, « au-dessus », de Bulles.

## Histoire

### Antiquité
Le bois de la Truie, à l'ouest de la commune a été le site d'un tertre considéré comme un tombeau gaulois.
Dans ce même bois et sur l'ancienne chaussée antique allant de Beauvais à Saint-Just-en-Chaussée ou de Beauvais à Bavay ont été découverts des débris de céramique d'un vase en verre garni de deux anses et un grand nombre de médailles. Dans le village ont été découvertes des poteries et des médailles.

### Moyen Âge
Les templiers auraient eu un établissement dans le village L'église paroissiale, qui remontait à 1340, a été reconstruite au XIXe siècle.

### Époque contemporaine
En 1835, le village est constitué d'une seule rue, large et tortueuse. On compte dans la commune un moulin à vent et des carrières. Une partie de la pomulation y frabrique des toiles de lin.
De 1876 à 1939, la commune était desservie par une halte sur la ligne de La Rue-Saint-Pierre à Saint-Just-en-Chaussée. Cette voie reliait la ligne Paris-Nord - Lille à la ligne Rochy-Condé - Soissons. Peu de temps avant la Seconde Guerre mondiale, le trafic voyageurs cessa le 15 mai 1939. Le 12 novembre 1954, le tronçon entre Bulles et Saint-Just-en-Chaussée est déclassée, condamnant la halte communale. 
Il subsiste toujours quelques vestiges de l'ancien passage à niveau, et l'ancien tracé a été repris par un chemin.
À la fin de la Seconde Guerre mondiale, lors des combats de la Libération de la France, l'avion du second lieutenant américain Gérald Chapman est abattu le 2 août 1944 au-dessus de Saint-Just-en-Chaussée, lors d’une mission de reconnaissance. L'avion s'écrase près du bois Huyard, près de la route reliant Fournival au Mesnil-sur-Bulles, et l'aviateur est rué. Il est inhumé au cimetière américain d’Épinal. Une plaque commémorative a été posée en 2019 près du lieu du crash par l’association A3P et est fleurie par l'association.

## Politique et administration

### Rattachements administratifs et électoraux

#### Rattachements administratifs
La commune se trouve depuis 1942 dans l'arrondissement de Clermont du département de l'Oise.
Elle faisait partie depuis 1801 du canton de Saint-Just-en-Chaussée. Dans le cadre du redécoupage cantonal de 2014 en France, cette circonscription administrative territoriale a disparu, et le canton n'est plus qu'une circonscription électorale.

#### Rattachements électoraux
Pour les élections départementales, la commune fait partie depuis 2014 d'un nouveau  canton de Saint-Just-en-Chaussée porté de 29 à 84 communes.
Pour l'élection des députés, elle fait partie de la première circonscription de l'Oise.

### Intercommunalité
Le Mesnil-sur-Bulles est membre de la communauté de communes du Plateau Picard, un établissement public de coopération intercommunale (EPCI) à fiscalité propre créé fin  1999 et auquel la commune a transféré un certain nombre de ses compétences, dans les conditions déterminées par le code général des collectivités territoriales.

### Liste des maires
| Période                                  | Période                        | Identité        | Étiquette | Qualité                                                                                         |
| ---------------------------------------- | ------------------------------ | --------------- | --------- | ----------------------------------------------------------------------------------------------- |
| Les données manquantes sont à compléter. |                                |                 |           |                                                                                                 |
| mars 2001                                | En cours (au 30 novembre 2024) | Jean-Paul Baltz |           | Agriculteur Vice-président de la CC du Plateau Picard (2014 → ) Réélu pour le mandat 2020-2026, |

## Équipements et services publics

### Eau et déchets
Une station de pompage a été installée dans le village.

### Espaces publics

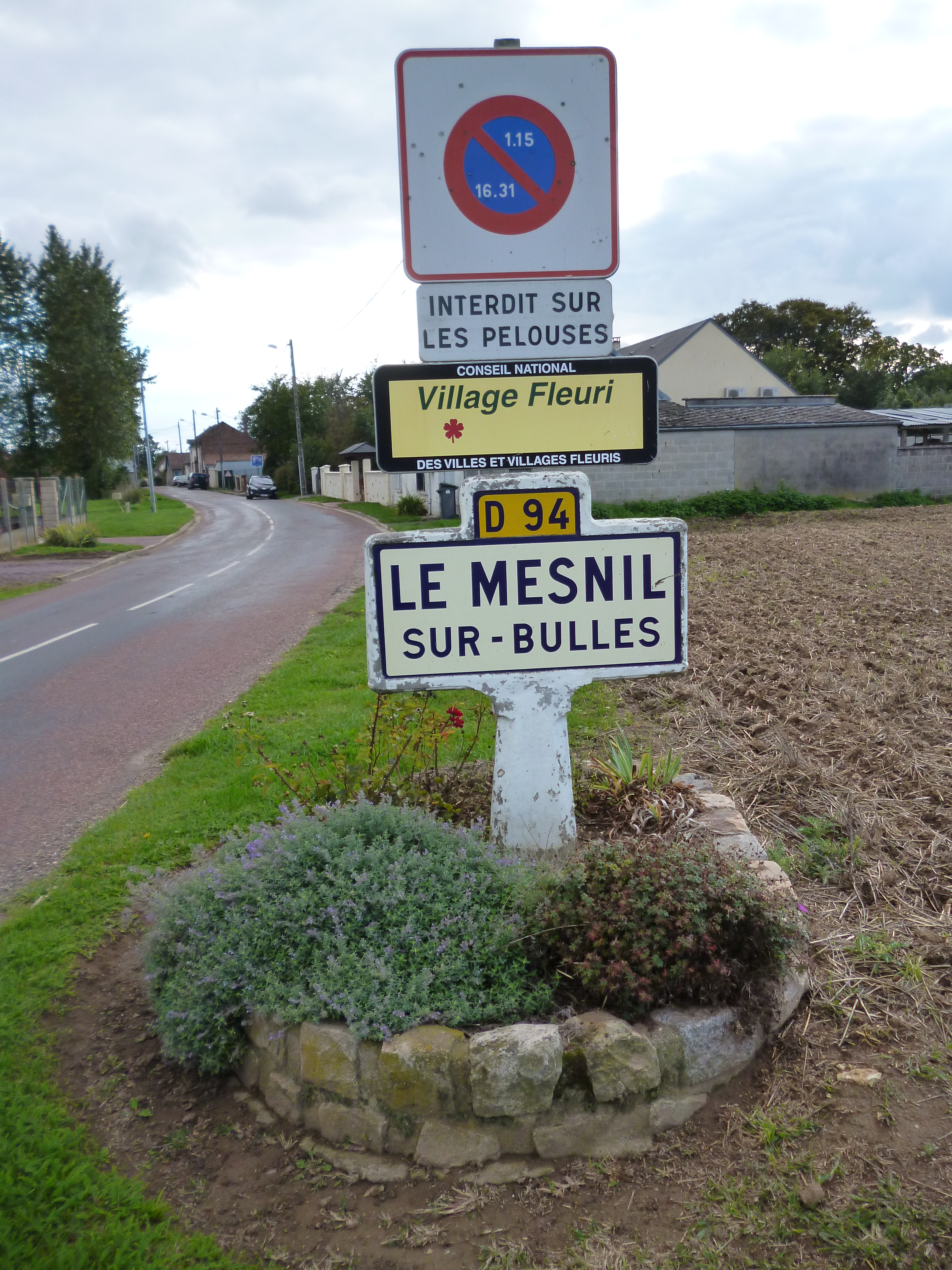
Panneaux de signalisation routière et du concours des villes et villages fleuris à l'entrée du village en 2015

Ville fleurie : une fleur attribuée en 2013 au Concours des villes et villages fleuris,.

### Enseignement
Les enfants de la commune sont scolarisés avec ceux de Catillon-Fumechon, Nourard-le-Franc et du Plessier-sur-Bulles dans le cadre d'un regroupement pédagogique intercommunal.

## Population et société

### Démographie
Les habitants sont appelés les Mesnilois et les Mesniloises.

#### Évolution démographique
L'évolution du nombre d'habitants est connue à travers les recensements de la population effectués dans la commune depuis 1793. Pour les communes de moins de 10 000 habitants, une enquête de recensement portant sur toute la population est réalisée tous les cinq ans, les populations de référence des années intermédiaires étant quant à elles estimées par interpolation ou extrapolation. Pour la commune, le premier recensement exhaustif entrant dans le cadre du nouveau dispositif a été réalisé en 2004.

En 2022, la commune comptait 266 habitants, en évolution de +0,76 % par rapport à 2016 (Oise : +0,87 %, France hors Mayotte : +2,11 %).
| 1793 | 1800 | 1806 | 1821 | 1831 | 1836 | 1841 | 1846 | 1851 |
| ---- | ---- | ---- | ---- | ---- | ---- | ---- | ---- | ---- |
| 430  | 396  | 394  | 405  | 407  | 396  | 388  | 390  | 382  |

| 1856 | 1861 | 1866 | 1872 | 1876 | 1881 | 1886 | 1891 | 1896 |
| ---- | ---- | ---- | ---- | ---- | ---- | ---- | ---- | ---- |
| 358  | 330  | 320  | 283  | 271  | 255  | 246  | 242  | 230  |

| 1901 | 1906 | 1911 | 1921 | 1926 | 1931 | 1936 | 1946 | 1954 |
| ---- | ---- | ---- | ---- | ---- | ---- | ---- | ---- | ---- |
| 214  | 218  | 210  | 197  | 198  | 179  | 167  | 190  | 151  |

| 1962 | 1968 | 1975 | 1982 | 1990 | 1999 | 2004 | 2006 | 2009 |
| ---- | ---- | ---- | ---- | ---- | ---- | ---- | ---- | ---- |
| 155  | 156  | 147  | 151  | 137  | 184  | 236  | 243  | 225  |

| 2014 | 2019 | 2022 | - | - | - | - | - | - |
| ---- | ---- | ---- | - | - | - | - | - | - |
| 254  | 270  | 266  | - | - | - | - | - | - |

#### Pyramide des âges
La population de la commune est relativement jeune.
En 2018, le taux de personnes d'un âge inférieur à 30 ans s'élève à 42,6 %, soit au-dessus de la moyenne départementale (37,3 %). À l'inverse, le taux de personnes d'âge supérieur à 60 ans est de 15,2 % la même année, alors qu'il est de 22,8 % au niveau départemental.
En 2018, la commune comptait 134 hommes pour 134 femmes, soit un taux de 50 % de femmes, légèrement inférieur au taux départemental (51,11 %).
Les pyramides des âges de la commune et du département s'établissent comme suit.
| Hommes | Classe d’âge | Femmes |
| ------ | ------------ | ------ |
| 0,0    | 90 ou +      | 0,0    |
| 5,2    | 75-89 ans    | 5,2    |
| 10,4   | 60-74 ans    | 9,6    |
| 21,5   | 45-59 ans    | 20,7   |
| 21,5   | 30-44 ans    | 20,7   |
| 23,7   | 15-29 ans    | 20,7   |
| 17,8   | 0-14 ans     | 23,0   |

| Hommes | Classe d’âge | Femmes |
| ------ | ------------ | ------ |
| 0,5    | 90 ou +      | 1,4    |
| 5,5    | 75-89 ans    | 7,6    |
| 15,6   | 60-74 ans    | 16,3   |
| 20,8   | 45-59 ans    | 20     |
| 19,4   | 30-44 ans    | 19,4   |
| 17,6   | 15-29 ans    | 16,2   |
| 20,6   | 0-14 ans     | 19,1   |

## Culture locale et patrimoine

### Lieux et monuments
- Église Saint-Sébastien : l'église paroissiale, qui remontait à 1340[26], a été reconstruite au XIXe siècle sur les ,plans de M. Landon après avoir brûlé à plusieurs reprises[20]. L'église actuelle est moderne et comprend un clocher carré placé sur le chœur[27].
- Puits, derrière l'église, rue de Picardie.
- Calvaire, rue de la Gare, entre le site de l'ancienne gare et le village.

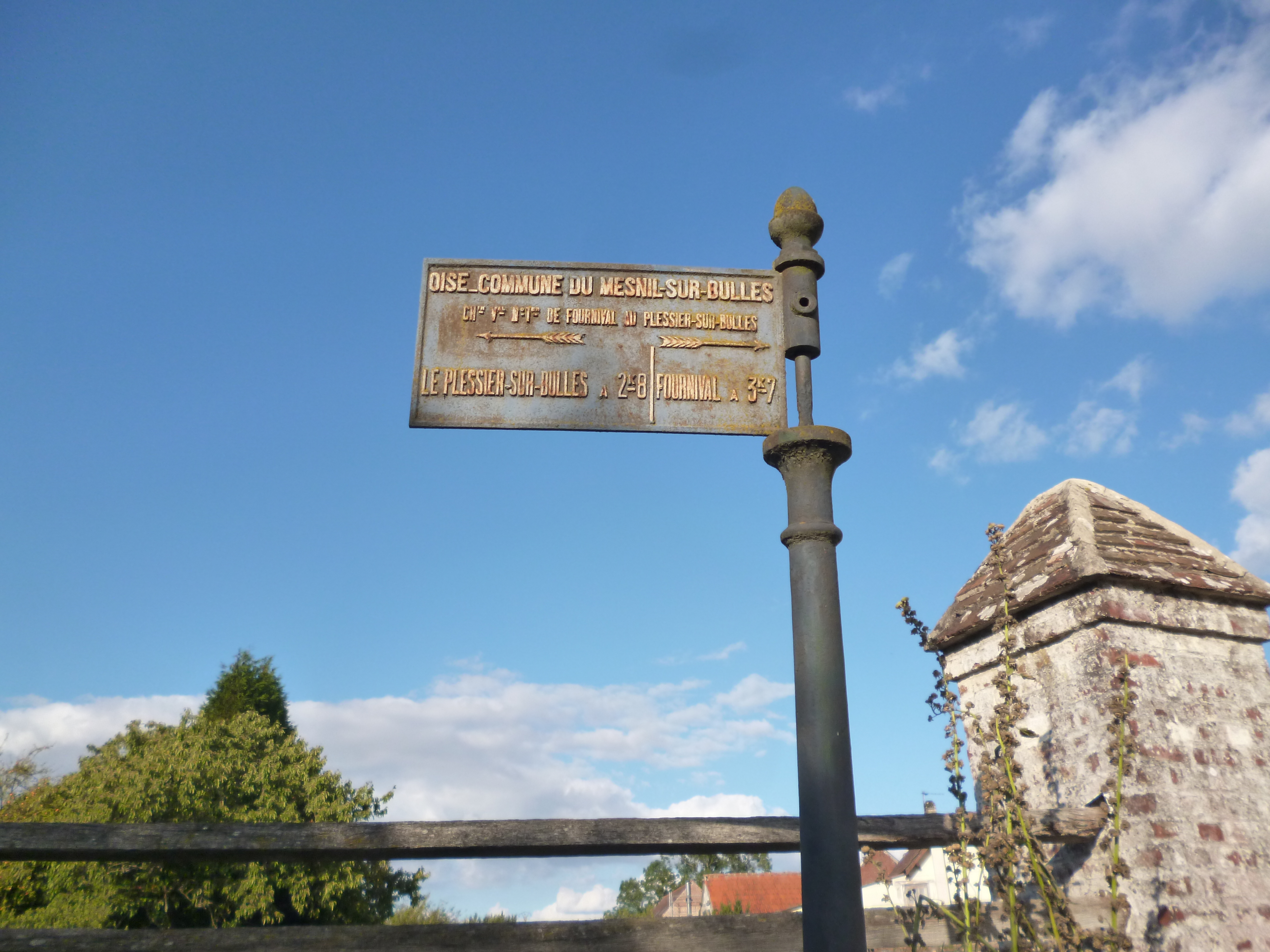
Ancien panneau de signalisation routière dans le village[20].
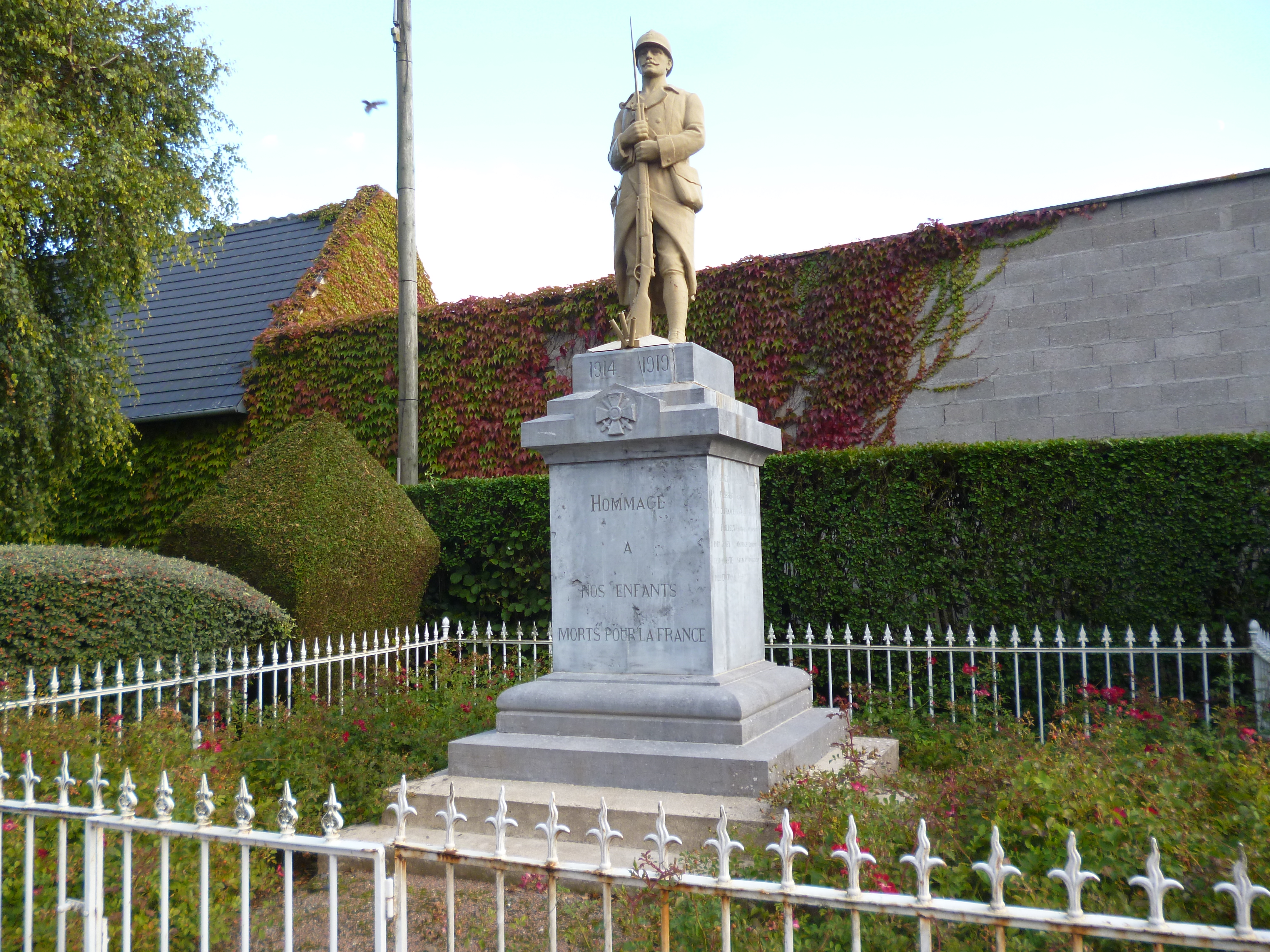
Monument aux morts.
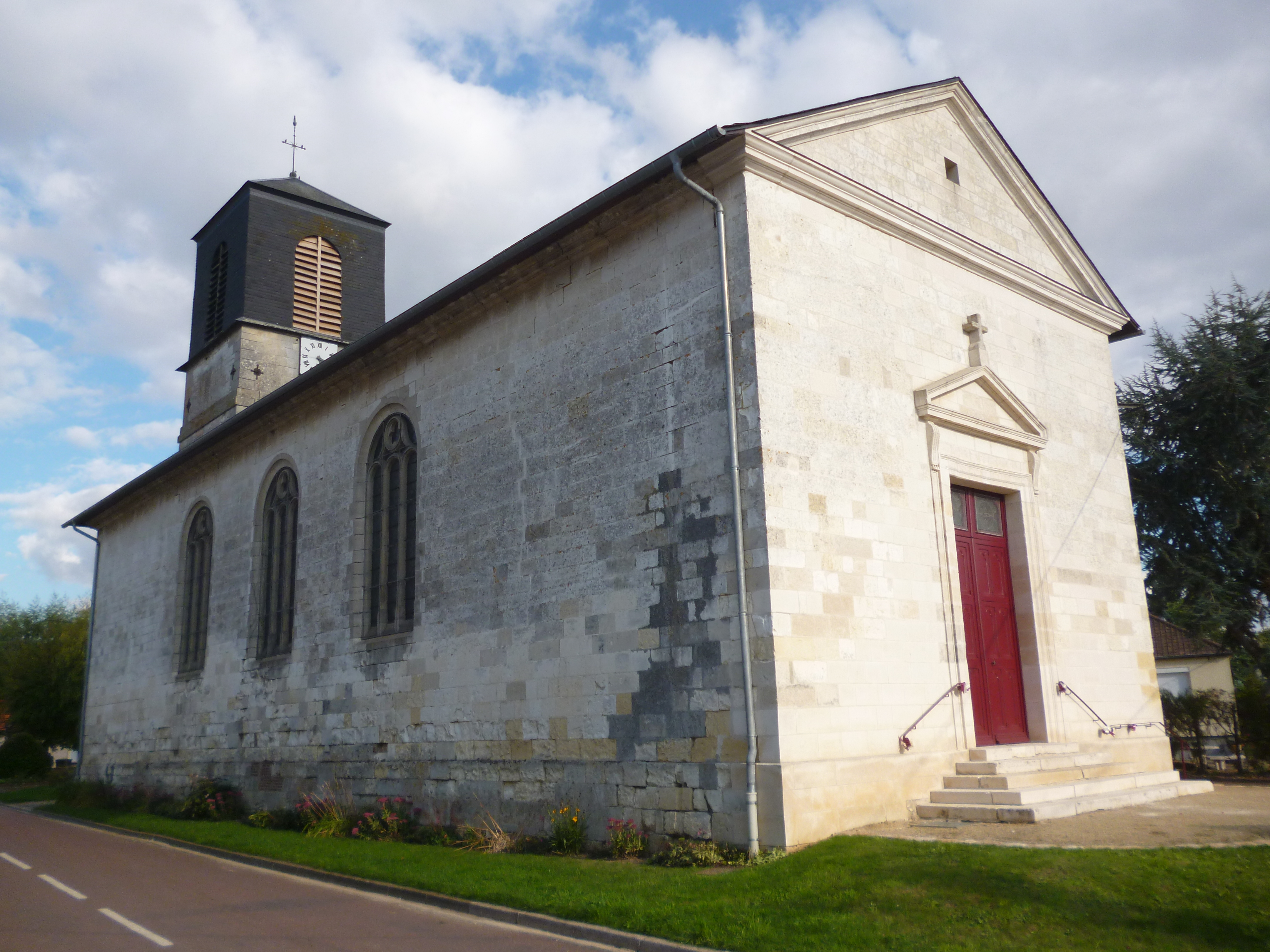
L'église Saint-Sébastien.
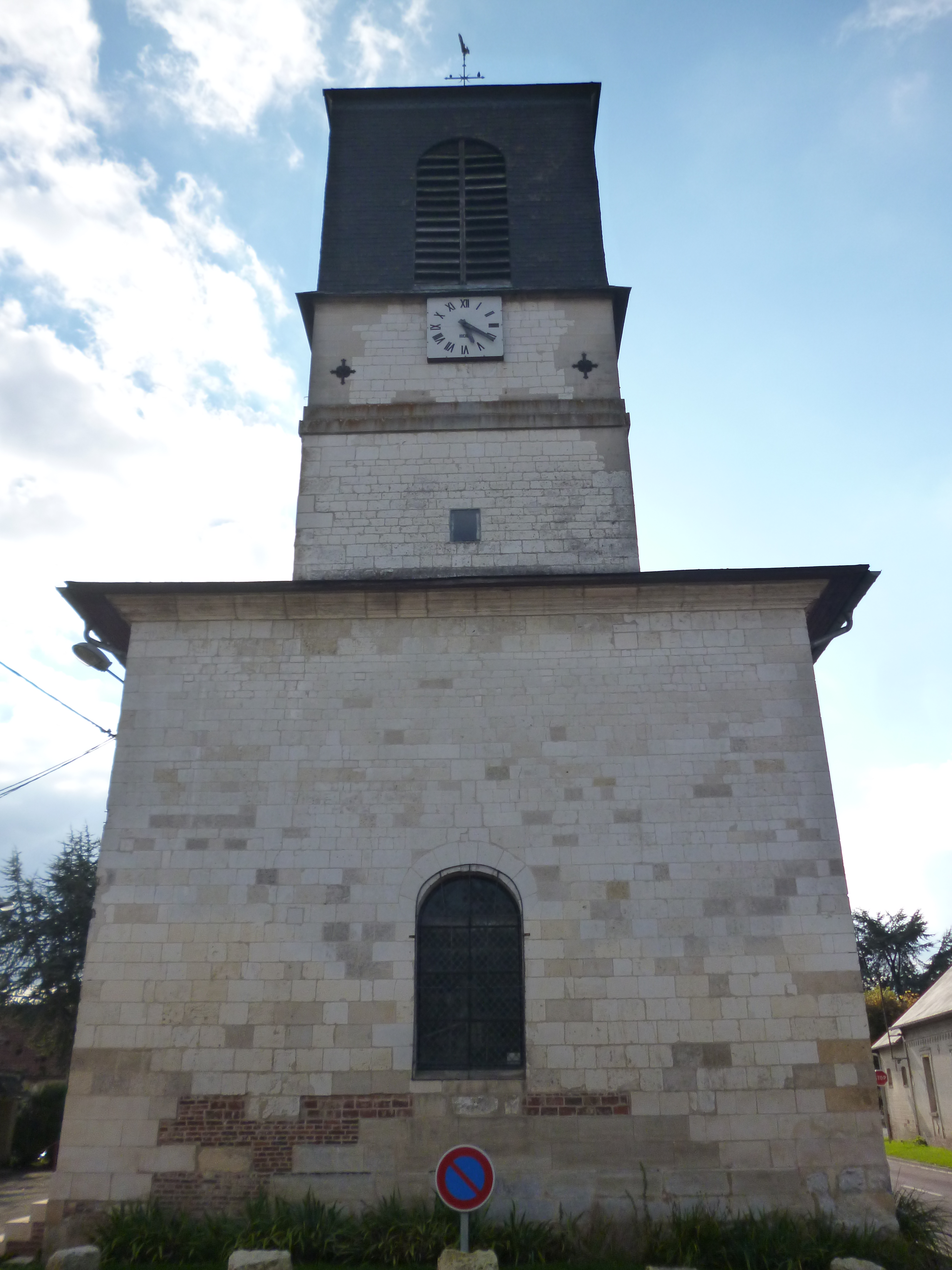
Clocher de l'église.
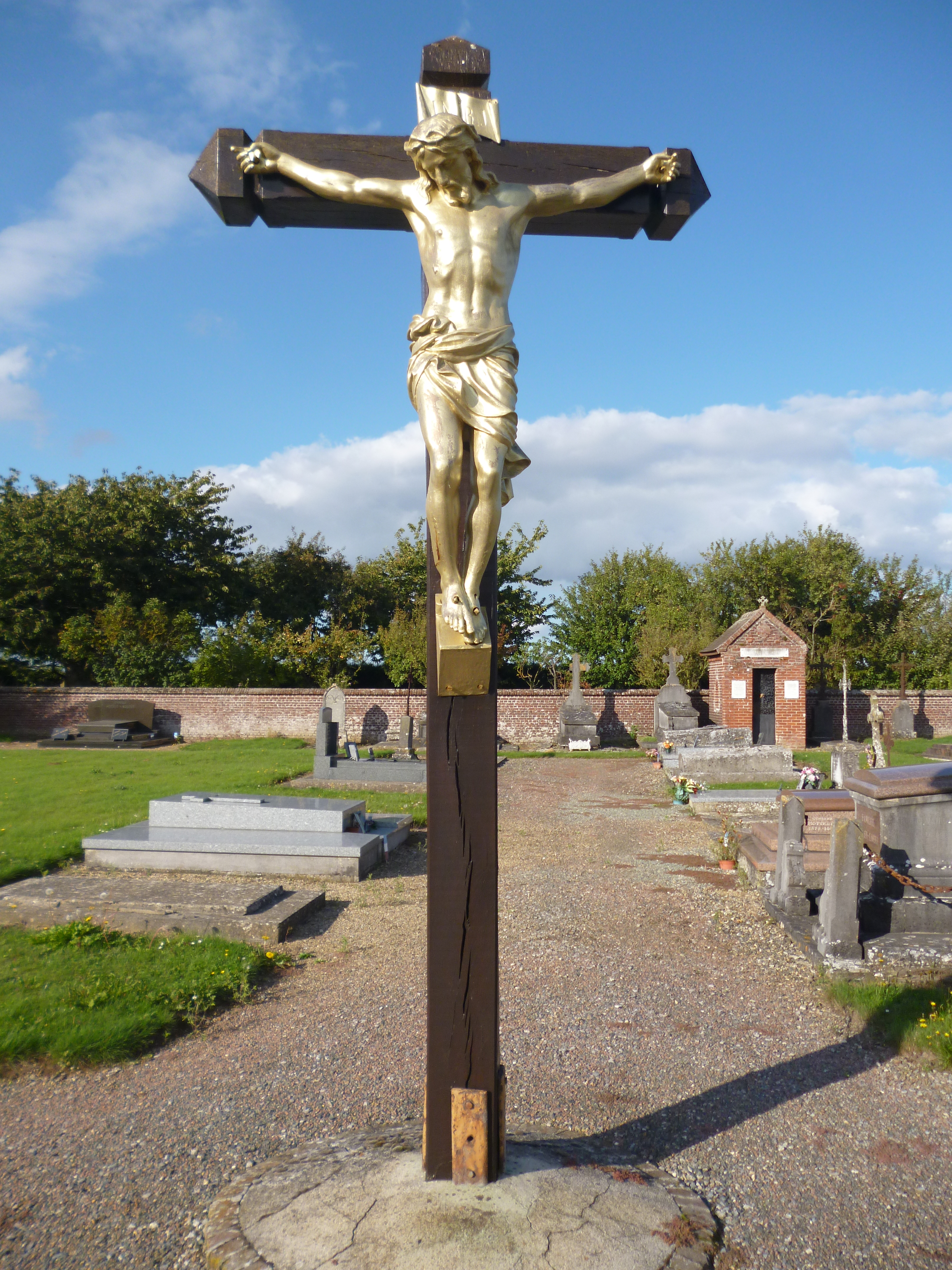
Calvaire situé dans le cimetière.
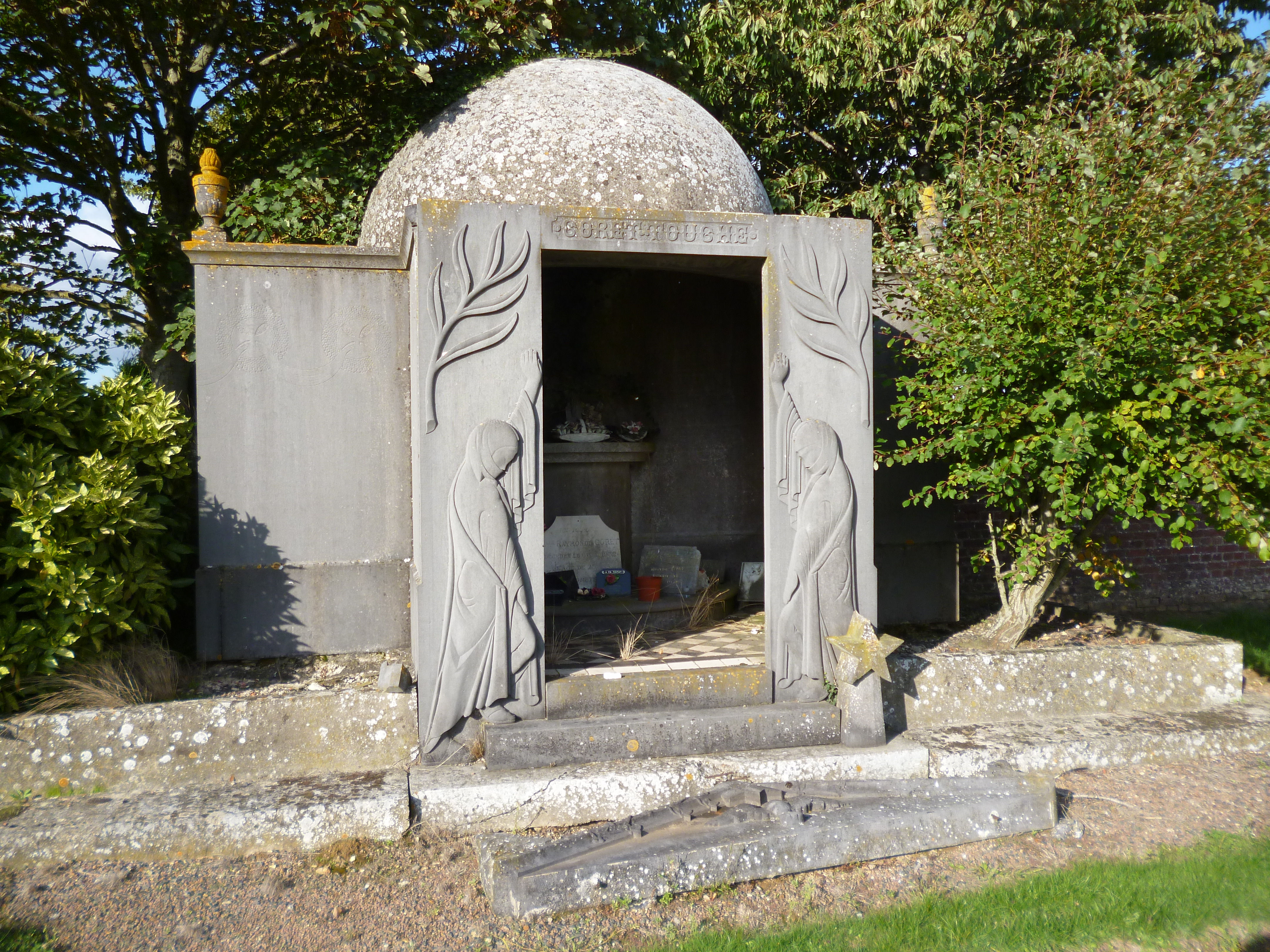
Sépulture remarquable du cimetière.

## Pour approfondir